# Mira Mezini
Mira Mezini (* 18. November 1966) ist Informatikerin und Hochschullehrerin. Sie ist Leiterin des Fachgebietes Softwaretechnik am Fachbereich Informatik der Technischen Universität Darmstadt. Sie ist verheiratet und hat eine Tochter.

## Werdegang
Mira Mezini studierte von 1984 bis 1989 Informatik an der Universität Tirana. Von 1992 bis zu ihrer Promotion 1997 war sie wissenschaftliche Mitarbeiterin der Universität Siegen. Ab 1997 lehrte sie drei Jahre an der Northeastern University in Boston in den USA. 2000 wechselte sie an die TU Darmstadt, wo sie als ordentliche Professorin einen Lehrstuhl für Informatik hält. Von 2013 bis 2016 hatte sie eine Gastprofessur an der Lancaster University (UK) und in 2022 an der Universität Lugano (Schweiz).
Mira Mezini bekleidete verschiedene universitäre Leitungsfunktionen. So war sie von 2013 bis 2014 Dekanin des Fachbereichs Informatik, bevor sie von 2014 bis 2016 Vizepräsidentin für Wissens- und Technologietransfer im Präsidium der TU Darmstadt wurde. Im Anschluss hatte Mezini bis 2019 das Amt der Vizepräsidentin für Forschung und Innovation inne. Seit 2019 ist sie Repräsentantin der TU Darmstadt im Leitungsboard des Nationalen Forschungszentrums für Angewandte Cybersicherheit ATHENE. Sie ist zudem Gründungskodirektorin von hessian.AI, dem Hessischen Zentrum für Künstliche Intelligenz. Außerdem ist sie Co-Sprecherin des Exzellenzclusters „Reasonable Artificial Intelligence“, RAI, mit Start 2026.

## Forschungsschwerpunkte
Mira Mezini beschäftigt sich in ihrer Forschung mit Methoden, Werkzeugen und Techniken, die es Programmierern ermöglichen, hochwertige Software effizient zu erstellen.
Ein Schwerpunkt ihrer Arbeit liegt auf sogenannten konstruktiven Methoden. Dabei geht es darum, neue Programmiersysteme zu entwerfen und umzusetzen, die insbesondere bei der Entwicklung verteilter (englisch distributed computing) und intelligenter Software helfen, sie sicherer und fehlertoleranter zu gestalten. Ein Beispiel dafür ist das Projekt REScala. Diese Plattform ermöglicht es, verteilte Software nach dem sogenannten „local-first“-Prinzip zu entwickeln – also so, dass Daten möglichst dezentral auf Endgeräten verarbeitet werden. Im Gegensatz zu herkömmlichen, zentralisierten Cloud-Lösungen bietet dieses Modell Vorteile beim Datenschutz, bei der Verfügbarkeit und bei der Kontrolle über die eigenen Daten, bei der effektiven Nutzung von Rechenressourcen auf den Endgeräten sowie bei der sparsamen Verwendung von Kommunikationsressourcen. Zudem vermeidet das Risiko von Abhängigkeiten von einzelnen Cloud-Anbietern. REScalamacht es auch Entwicklerinnen und Entwicklern ohne Spezialwissen im Bereich verteilter Systeme möglich, solche modernen Anwendungen zu bauen.
Ein weiterer Schwerpunkt liegt auf analytischen Methoden. Hier entwickelt Mira Mezini Verfahren, mit denen sich Software automatisch überprüfen lässt – zum Beispiel darauf, ob sie sicher ist und Datenschutzvorgaben einhält. Repräsentativ für diese Forschung, ist das OPAL-Framework, eine flexible und modulare Analyse von Programmen ermöglicht. Verschiedene Analysebausteine arbeiten eng zusammen, ohne direkt voneinander abhängig zu sein. Das ermöglicht es, Analysen je nach Bedarf zusammenzustellen und dabei gezielt zwischen Genauigkeit und Skalierbarkeit abzuwägen. Aus dieser Forschung ist auch das Startup Queryella entstanden.
Außerdem forscht  Mezini an lernbasierten Methoden für die automatisierte Softwareentwicklung und -analyse. Bereits in den 2000er Jahren hat sie mit ihrem Team die lernbasierte Codevervollständigung in Entwicklungsumgebungen eingeführt. Das Open-Source-Projekt Eclipse CodeRecommenders war hier wegweisend und wurde mehrfach ausgezeichnet, zuletzt mit dem renommierten ACM SIGSOFT Impact Paper Award im Jahr 2024.
Aktuell liegt der Schwerpunkt ihrer Forschung an der Schnittstelle zwischen KI und Softwareentwicklungsmethoden auf sogenannten Foundational Code Models. Diese Modelle gehören zu einer neuen Generation von Künstlicher Intelligenz, die in der Lage ist, komplexe Aufgaben rund um Software-Code zu bewältigen. Foundational Code Models werden auf riesigen Mengen an Quellcode und technischen Texten trainiert. Dadurch lernen sie, Programmiermuster und Zusammenhänge zu erkennen und können vielseitig eingesetzt werden – zum Beispiel beim automatischen Generieren, Analysieren oder Verbessern von Software-Code. Die Forschung von Mira Mezini beschäftigt sich mit der Frage, wie diese Modelle verantwortungsvoll und nachvollziehbar eingesetzt werden können – etwa durch die Entwicklung neuer Methoden zur Bewertung und Verbesserung der Zuverlässigkeit und Transparenz solcher KI-Systeme. Durch diese Arbeiten trägt Mira Mezini dazu bei, dass die neuesten Fortschritte im Bereich der Künstlichen Intelligenz auch für die Softwareentwicklung nutzbar werden.
Die Forschung von Mira Mezini findet im Kontext hochdotierter oft kollaborativer Projekte statt. Hervorzuheben sind hier die DFG Sonderforschungsbereiche CROSSING und MAKI, das ERC Advanced Grant Projekt PACE (Programming Abstractions for Cloud Environments), das LOEWE Excellenzprojekt „3AI: Dritte Welle der KI“, das LOEWE Zentrum emergenCity und das Nationale Zentrum für Cybersicherheit ATHENE.

## Preise und Ehrungen
- Mitglied der Sektion Informationswissenschaften in der Nationale Akademie der Wissenschaften Leopoldina (2024)
- ACM-Fellow, berufen für ihre Beiträge zu Programmiersprachen und Softwareanalyse mit Anwendungen in den Bereichen distributed systemes, Cybersicherheit und Künstliche Intelligenz sowie für ihre Beiträge zur lernbasierten Codevervollständigung. (2024)[19]
- AITO Dahl-Nygaard-Preis, ausgezeichnet für ihre herausragenden Beiträge in der Softwareentwicklung (2025)[20]
- Mitglied der Academia Europaea (2024)
- ACM SIGSOFT Impact Paper Award (2024)[10]

- LOEWE Distinguished Professor (2023)[21]
- Externes Mitglied der Albanischen Akademie der Wissenschaften (2023)[22]

- Google Research Award (2017)[23]
- Mitglied der Deutschen Akademie der Technikwissenschaften (Acatech) (2016)[24]
- Advanced Grant des ERC, den höchstdotierten Förderpreis der EU, in Höhe von 2,3 Millionen Euro (2012)[25]
- 4. Deutschen IT-Sicherheitspreis der Horst Görtz Stiftung (2014)[26]
- IBM Eclipse Innovation Award (2005 und 2006)

## Herausragende Positionen in der Forschungsgemeinschaft
Mira Mezini hat wichtige Funktionen in Forschungskonsortien, wissenschaftlichen Institutionen und der öffentlichen Forschungsfinanzierung, sowie der wissenschaftlichen Leitung inne.
- Seit 2023 Mitglied im Senat der DFG[27][28]
- 2020 Berufung von der EU-Kommissarin für Innovation, Forschung, Kultur, Bildung und Jugend (in die Findungskommission des ERC Scientific Council)[29]
- Mitglied in dem Informatik Fachkollegium der Deutschen Forschungsgemeinschaft (DFG)[30]

- Mitglied in Informatik-Panel des European Research Council
- Mitglied in der internationalen START-/ Wittgenstein-Jury des Fonds zur Förderung der wissenschaftlichen Forschung Österreichs[31]
- Mitglied im Executive Committee von SIGPLAN – Special Interest Group for Programming Languages – des Association for Computing Machinery (ACM)
- Expertenjury des Programms EXIST-Forschungstransfer des Bundesministeriums für Wirtschaft und Klimaschutz (BMWK) (2021)[11]